# 筑波大学キャンパス交通システム

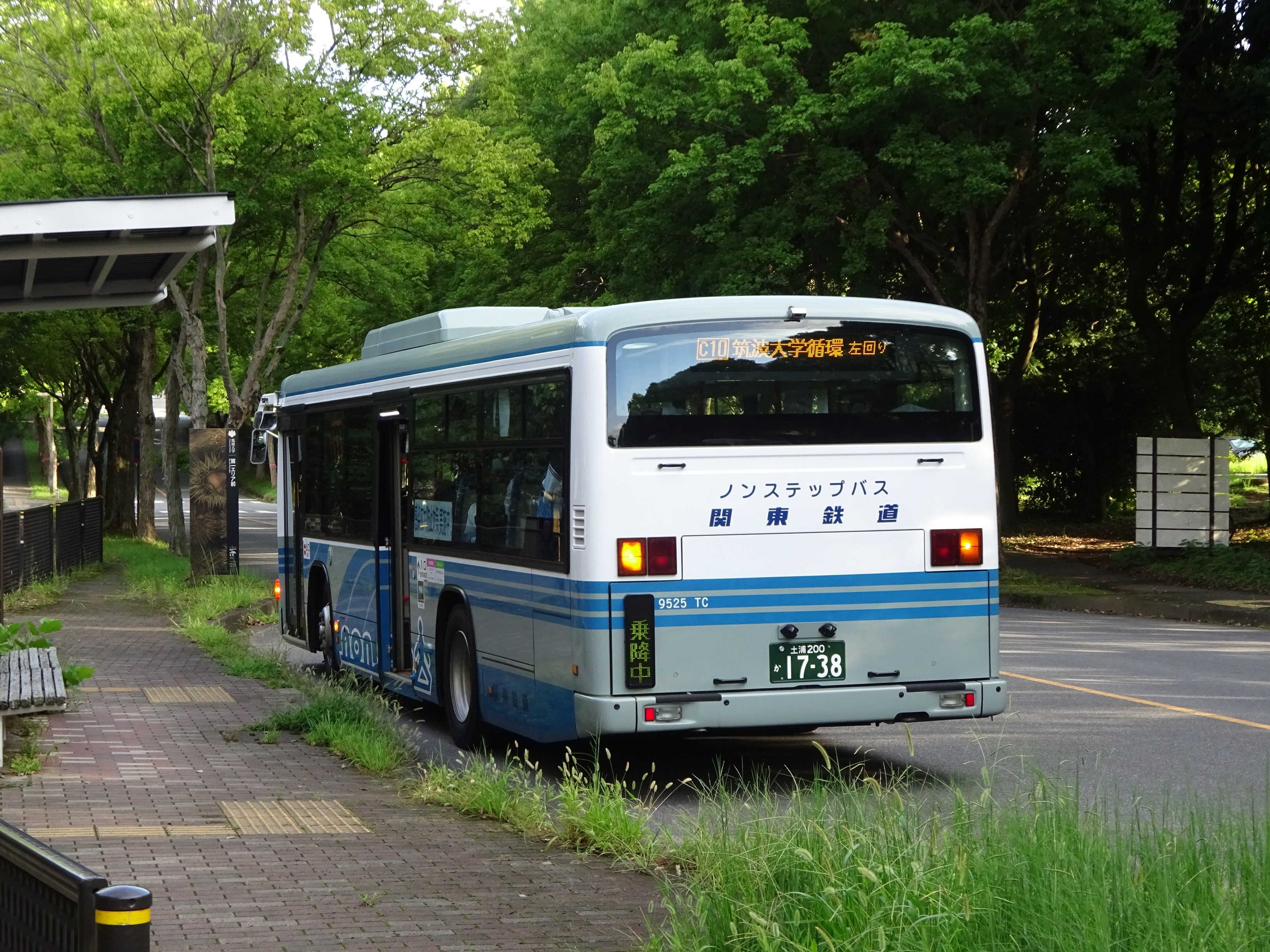
本システムの対象の路線バス（筑波大学循環線）

筑波大学キャンパス交通システム（つくばだいがくキャンパスこうつうシステム）とは、筑波大学筑波キャンパス内の移動とキャンパス外からの通勤・通学を容易にするため、同大学学生・教職員等が安価に乗合バスを利用できる仕組みである。

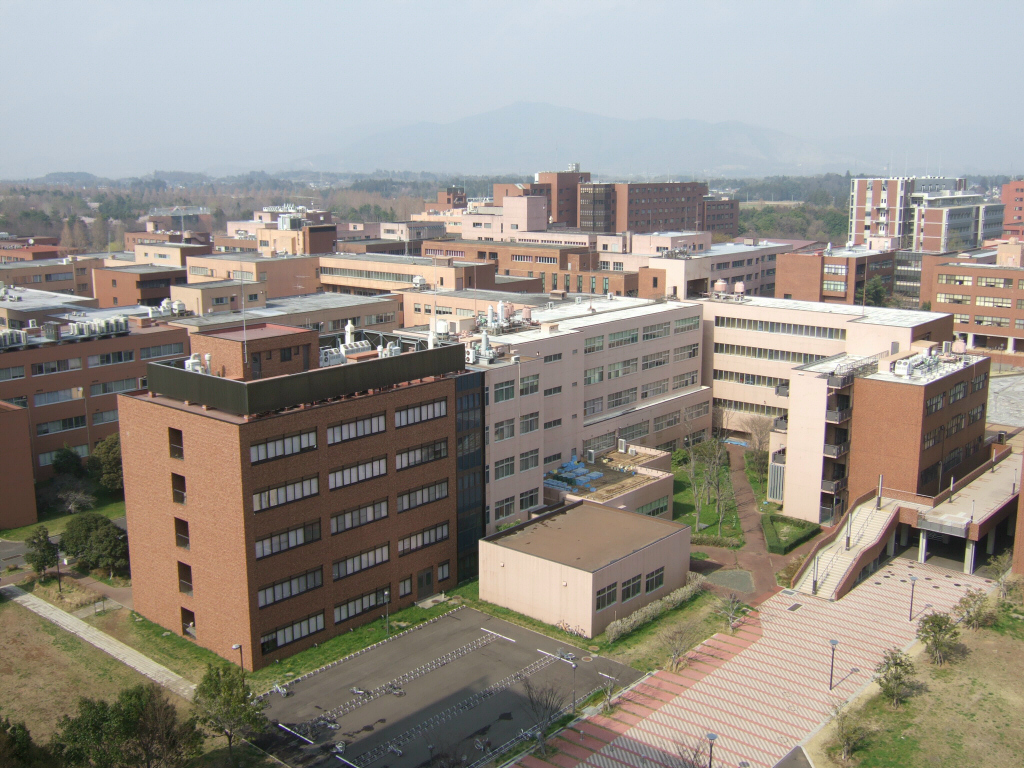
筑波大学筑波キャンパス

## 概要

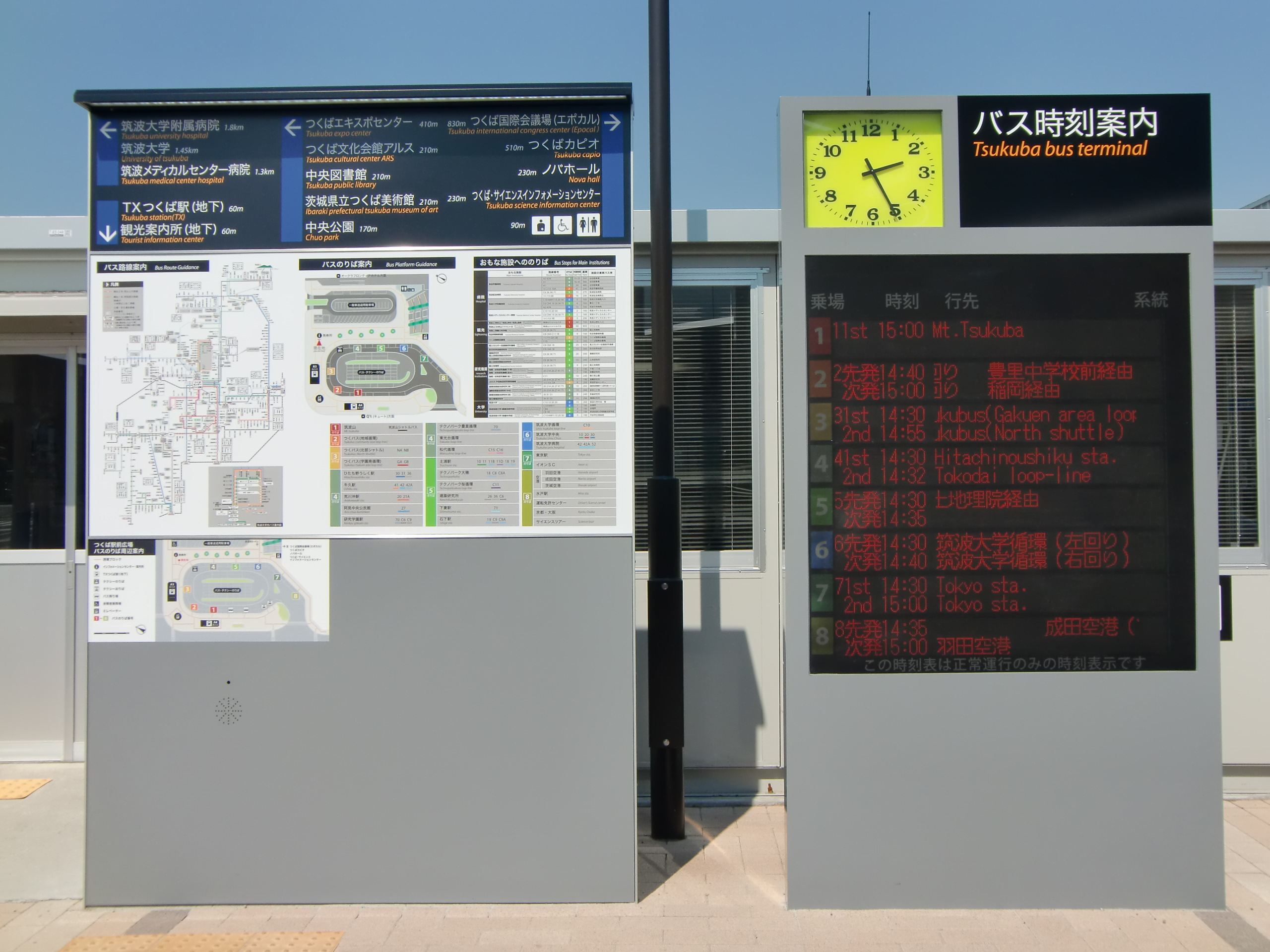
本システムを担う運行系統「筑波大学循環」（つくばセンターバス停時刻案内）

筑波大学が運行事業者関東鉄道から定期券を6000枚一括購入し、それを学生・教職員に頒布する。一括購入の際の大幅割引により、個別購入価格は通常の定期券と比べて極めて安くなっていて、利用者一人あたりの運賃負担が軽減される仕組みである。

### 利用対象者
筑波大学の学生・教職員のうち、本システムの定期券を購入した者

### 利用可能範囲

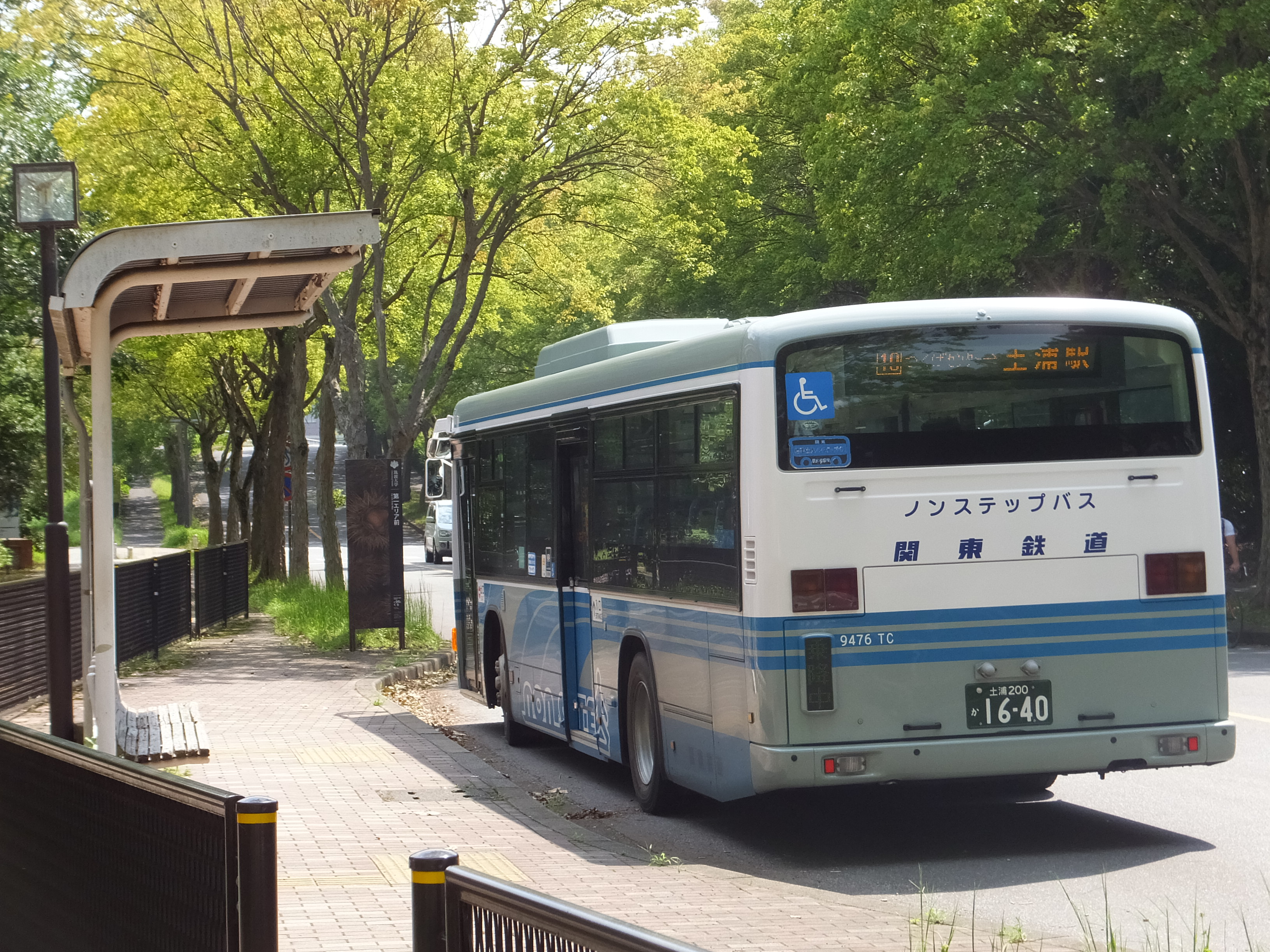
本システムの対象だったバス

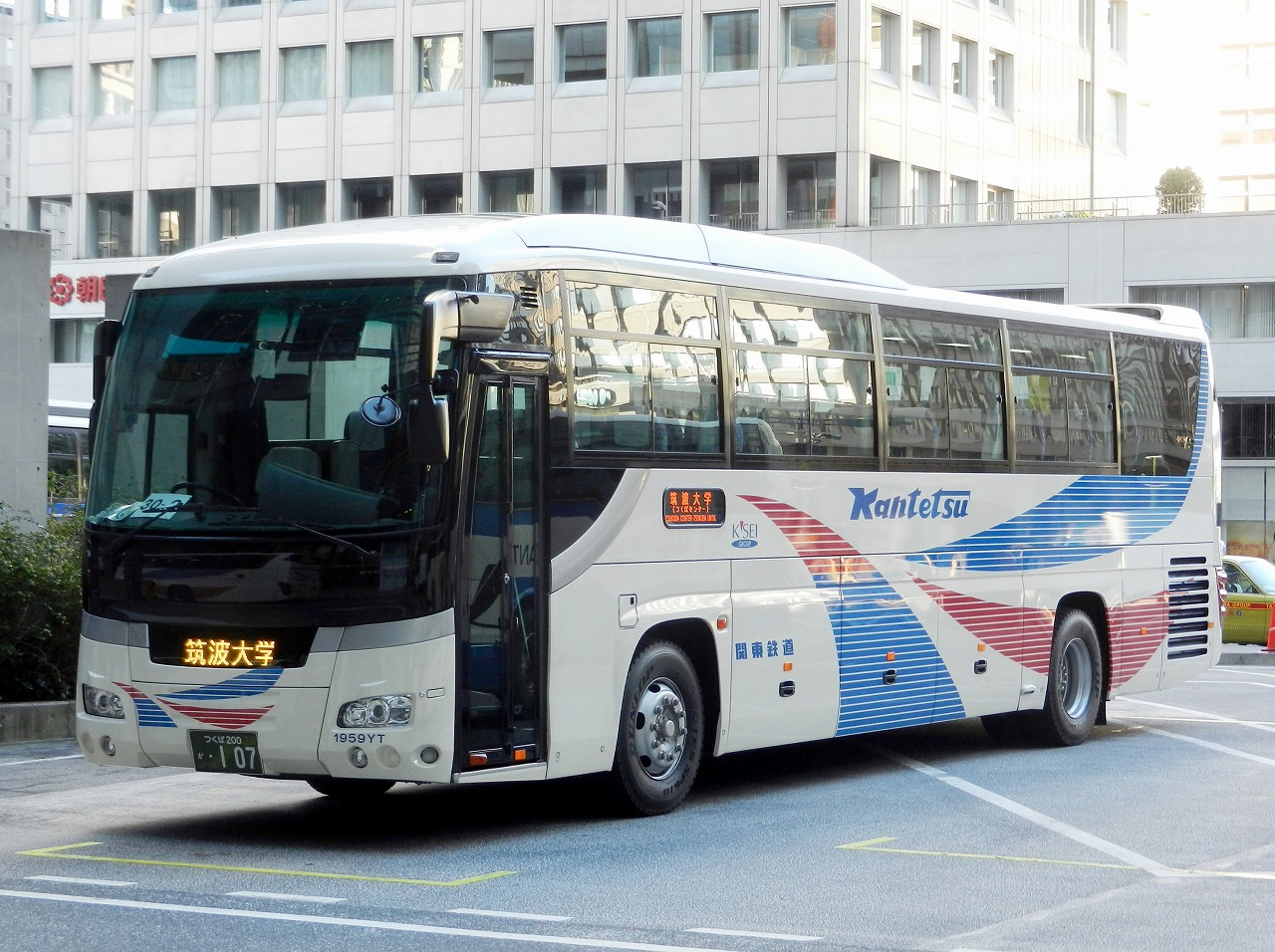
つくば号を使用した大学深夜バスにも差額負担で乗車できた

2022年4月以降、次の運行系統に限って乗車可能。
- [C10] 筑波大学循環
- つくばセンター - 筑波大学中央間の臨時便

なお、2022年3月までは、上記系統の運行区間と筑波大学病院停留所が利用区間であり、この区間内ならば一般路線バスのどの運行系統にも乗車可能であった。つくばセンターを越えて乗車する場合、乗り越し精算またはつくばセンター以遠の定期券との併用が可能であった（[10]など）。
さらにつくばセンター・松美池・大学公園の各停留所相互間に限っては、区間外を通過する系統（[18]）も区間内乗車とみなされ乗車可能であったが、乗り越すと全区間の普通運賃の支払いが必要であった。
また、高速バスには乗車できないが、例外的に「つくば号」を使用した深夜便（筑波大学行き、つくばセンター停留所乗車のみ）では指定の差額負担で乗車可能であった。

### 運行事業者
バスの運行は関東鉄道が行う。なお、バスは道路運送法上「一般乗合旅客自動車運送事業」（乗合バス）であり「一般貸切旅客自動車運送事業」（貸切バス）や「特定旅客自動車運送事業」（特定バス）ではない。したがって、学内を走る路線バスそのものには利用制限がなく原則誰でも乗車でき、普通運賃や一般の通勤定期券など本システムの定期券を用いない乗車も可能である。
また、本システム運用以前より本キャンパス内には学内バスとは別に路線バスが運行されていた。本キャンパス内停留所の多くは、本システム以前より存在しているものである。

## 専用の定期券

### 価格
- 学生・教職員ともに1人19,000円（年度始めから終わりまで有効）[2]
通常の年間定期運賃の約82%引きの価格

バス事業者関東鉄道では「企業定期券」と呼び、特定組織に一括して発売する定期券という扱いとなっている。この仕組みを利用して大学は関東鉄道から6000枚を一括して購入する。その後、大学から学生・教職員向けに個別発売される。大学では定期券の個別価格を「利用料」と呼んでいる。
学生向け発売は丸善に委託している。

### 有効期間
定期券の有効期間は、毎年4月から翌年3月までの1年間である。年度途中に買っても有効期間は同じであり、価格も変わらない。

### 形状など
実質的に定期券の機能を果たす「利用証」は、横2cm・縦1cm程度の大きさで銀色のステッカーとなっており、購入時にこれを学生証・職員証に貼り付ける形をとっている。これにより利用者個人が即時特定できるため、不正乗車対策になっている（不正乗車すると学生証・職員証自体が回収される）。

## 利用状況
定期券販売枚数は、販売開始当初の2005年度は2963枚にとどまったが、翌2006年度には5095枚へと大きく伸びた。通学にバスを利用する学生の割合は、システム開始前の2004年度には2.6%であったが、2006年度は5.9%となった。通勤にバスを利用する教職員の割合は、2004年度には7.8%であったが、2006年度は18.0%と大幅に増加した。一方、自家用車利用の割合は学生が11.6%から10.1%に、教職員は75.5%から57.6%にまで下がり、通勤・通学による二酸化炭素発生量は12%削減されたと試算されている。

## 沿革

### 経緯
筑波大学筑波キャンパスは、南北の長さが約5km・東西が約1kmときわめて広大である。したがって、キャンパス内の移動を徒歩だけで行うことは非常に効率が悪い。そこで、学内連絡バスの運行が計画された。実際の運行開始は1977年であり、キャンパス南端の筑波大学附属病院と中地区にある本部を結んだ。その後、2度の路線改変を行い、1980年からは附属病院を起点にキャンパス内を循環し附属病院に戻る路線で長らく運行され、学生・教職員からは「学内バス」と呼ばれた。また、これを利用する際の運賃は無料であった。
運行開始当初（1978年）は1日あたり1000人前後の利用があり、晴天時でも学生の1割が主な通学手段として学内バスを選択し、雨天時には3割に上る（1979年の数値）など、キャンパス内の交通手段として十分に能力を発揮した。しかしその後利用者は漸減傾向となっていった。
2002年からは、図書館情報大学との統合で春日地区が誕生した。統合によってキャンパスはこれまでよりもさらに広がり、春日地区の学生が中地区・南地区で開講される授業を受ける場合などでは3〜4kmを移動する必要が生じるようになった。統合に対応し、路線の起点は図書館情報専門学群に変更された。
キャンパスが広いためキロ単位の移動が必要となる場面が多いにもかかわらず、また、運賃無料であるにもかかわらず、1998年時点では学生の7割が自転車を主な通学手段としており、学内バスは0.8%の学生が通学手段として選択するにとどまっていた（晴天時）。1便あたりの平均利用者数（輸送密度でなく延べ利用者数）は11人であり、これはダイヤなどの面で学内バスの利便性が低いことも一因と考えられた。ただし、雨天時には7.2%の学生が通学手段として選択しており、利用者が大きく増加していた。
一方、学内バスの運行には年間約7000万円の経費がかかっていると試算され、利用者数の割に経費のかかっている面は否めなかった。
さらに、近年は運転手が定年退職を迎えつつある一方、政府の方針により新規採用が困難になっていることから、学内バスの運行を続けるには人数が不足気味となってきている状況にあった。
これらの理由から、学内バスを将来も継続して運行するのは困難と考えられるようになった。

#### 学内連絡バスの代替策の検討
上記の問題点は以前から認識されていたが、本格的に対策の検討が始められたのは2004年である。学生・教職員によってワーキンググループが作られ、約1年間にわたって検討が行われた。
対策としては
- 廃止する
- 民間委託などにより運行を継続する
- 学内バスは廃止するが、学内の路線バスを安価で利用できるようにする

の3つが考えられた。
2004年7月にかけて、学生・教職員にアンケートを行い、上記3案のうちどれが良いか、価格がどの程度なら利用するかなどについて調査が行われた。12月には公聴会も行われた。
これらの結果とワーキンググループ内の議論により、経費削減とサービスレベルのアップを同時に図れる3つ目の案が最適とされた。1つ目の案は、交通弱者の移動に困難をもたらすことや自動車利用の増加を招く可能性があることから不適当とされた。2つ目の案は現行の経費の枠内ではサービスレベルが改善できないため不適当とされた。

#### バス事業者などとの交渉
上記の案に基づき、学内に路線バスを運行する関東鉄道との交渉が行われた。大学側は価格を5000枚で4500万円と想定したが、関東鉄道側は首都圏新都市鉄道つくばエクスプレス開業による利用増などを見込み5500万円を主張した。最終的に金額は5000万円で落ち着いた。
関東鉄道との交渉とあわせ、乗合自動車事業の監督官庁である国土交通省関東運輸局との話し合いももたれた。価格が安すぎる点が他の乗客との差別的な取り扱いに当たるとの指摘がなされたが、関東鉄道が筑波大学以外の組織に対しても安価での大量一括購入に応じることとしてクリアした。
こうした話し合いを経て、2005年8月24日から制度がスタートすることになった。これに先立ち、7月22日をもって学内バスは運行を終了し、記念セレモニーが開かれた。制度がスタートする8月24日には、当時の学長岩崎洋一も参加して開始記念式典が行われた。

### 年表
- 2005年8月24日 - 制度開始。価格は8,400円。学生の福利向上を目的として学生価格は4,200円とさらに安く設定され関東鉄道からの購入額との差額は大学が負担していた[17][18]
- 2014年1月14日 - 高速バスつくば号の末端区間を活用した深夜便開始。つくばセンター停留所から大学方面へ一定の差額負担で乗車可となった。
- 2014年4月1日 - 8,600円に価格改定。学生も一律。
- 2022年4月1日 - 19,000円に値上げ[2]。利用範囲の縮小。